# Neurotrichus
Neurotrichus és un gènere de tàlpids de la subfamília dels talpins. De les quatre espècies que conté el gènere, tres estan extintes i l'única de vivent és el talp musaranya nord-americà (N. gibbsii).
S'han trobat fòssils de N. colombianus a Oregon (EUA), mentre que els fòssils de N. minor i N. polonicus han estat trobats a Polònia. Les espècies prehistòriques poloneses són més recents en el registre fòssil que l'americana.